# 水橋春夫
水橋 春夫（みずはし はるお、1949年2月2日 - 2018年8月5日）は、日本のギタリスト、音楽プロデューサーである。1960年代後半に活躍したサイケデリック・ロックバンド、ジャックスの元メンバー。

## 経歴
1949年2月2日、出生。東京都出身。和光大学経済学部で学んだ。
大学在学中の1967年、ロックバンドのジャックスにリード・ギタリストとして加入し、1968年のデビュー・アルバム『ジャックスの世界』発表後に脱退。
大学卒業後、テイチクに入社してディレクターとなり、最初の3年ほどはアシスタントとして働いた。
のち、キングレコードに転籍。同社でプロデュースした音楽バンドや歌手には、1980年代前半にロックバンドとして活動した横浜銀蝿や、同年代後半にアイドル歌手として活動した山瀬まみなどがいる。
更にポリスターに転籍。1988年から1996年にアイドルデュオとして活動したWinkを手がけているが、彼女たちの担当が同社における初仕事であった。その他、1990年代に歌手活動を行なっていた和久井映見などをプロデュースしている。
晩年には、ジャックスのベーシストだった谷野ひとしと「水橋春夫グループ」を結成、表舞台に復帰し、2015年にスタジオ・アルバム『考える人』、2016年に同じく『笑える才能』をリリースした。
自他共に認める動物好きで特に犬を溺愛している。
柔らかい見た目とは裏腹に空手の有段者であり、免状を額装して自宅に飾っている。
2018年8月5日、心不全により69歳で死去。

## ディスコグラフィー
※ 「ジャックス (バンド)」の項の「作品」の節も参照。

### スタジオ・アルバム
- 考える人（セシリア・E、2015年1月7日） (水橋春夫グループ)
- 笑える才能（ベルウッドレコード、2016年7月27日） (水橋春夫グループ)